# Ribagorza
Ribagorza  (en catalán y benasqués Ribagorça)  es una comarca de la provincia de Huesca, Aragón, España. La capital administrativa es Graus y la cultural es Benabarre. Hasta 2023 se denominó La Ribagorza.

## Municipios
La comarca engloba a los municipios de Arén, Benabarre, Benasque, Beranuy, Bisaurri, Bonansa, Campo, Capella, Castejón de Sos, Castigaleu, Chía, Estopiñán del Castillo, Foradada del Toscar, Graus, Isábena, Lascuarre, Laspaúles, Monesma y Cajigar, Montanuy, Perarrúa, La Puebla de Castro, Puente de Montañana, Roda de Isábena, Sahún, Santaliestra y San Quílez, Secastilla, Seira, Sesué, Sopeira, Tolva, Torre la Ribera, Valle de Bardají, Valle de Lierp, Viacamp y Litera, Villanova.

## Geografía

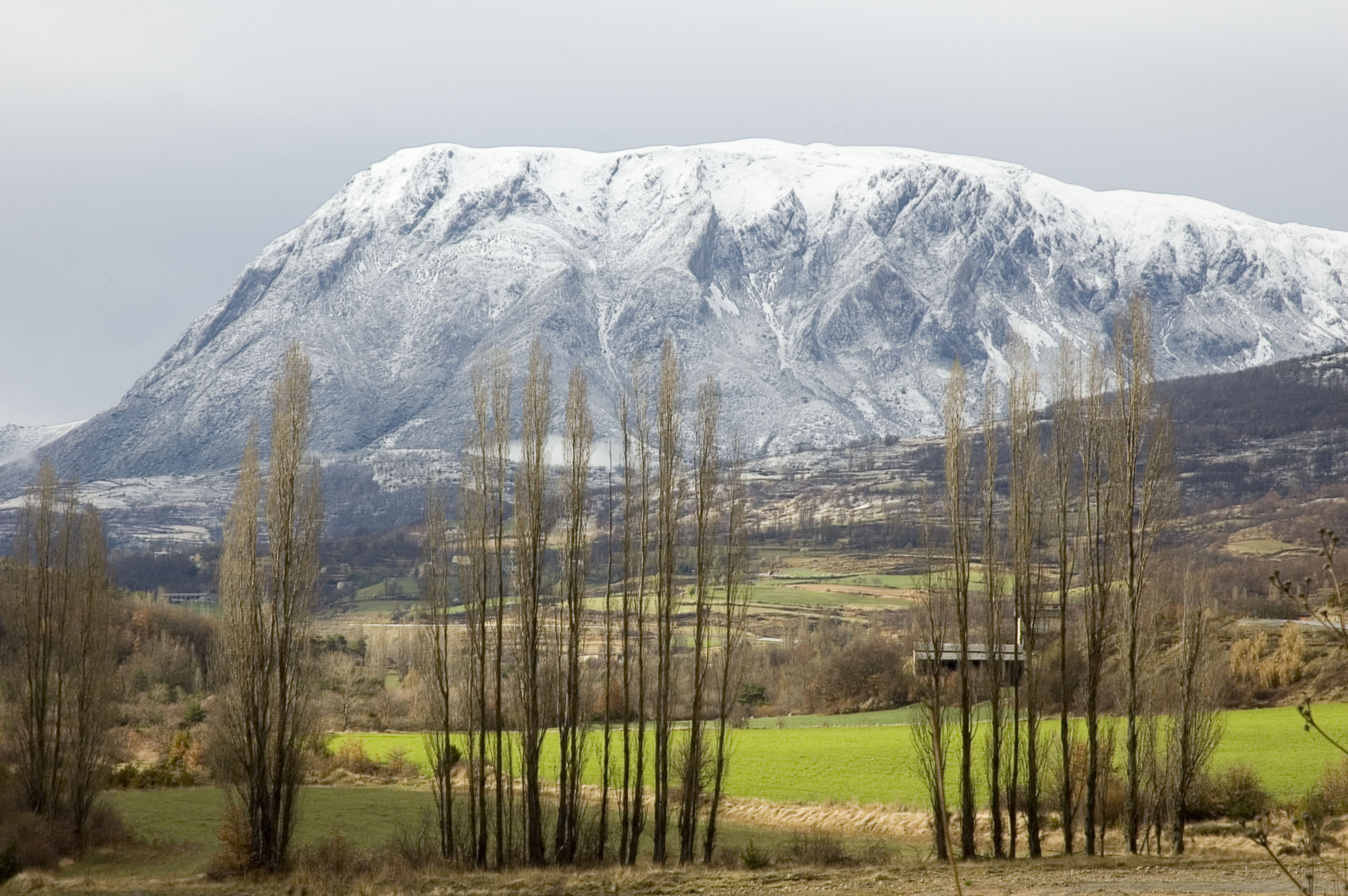
El Turbón

Limita al norte con Francia (departamento de Alto Garona), al noreste con el Valle de Arán, al este con las comarcas de Alta Ribagorza y Pallars Jussá, al sureste con la comarca de la Noguera (todas ellas en la provincia de Lérida), al sur con la comarca de La Litera, al suroeste con la comarca del Somontano de Barbastro y al oeste con la comarca de Sobrarbe (estas últimas en la provincia de Huesca).
Hay tres ríos principales en la comarca, que a su vez conforman tres valles distintos:
- Río Ésera: es el más occidental. Discurre de norte a sur, desde el término municipal de Benasque hasta el de Graus. Nace en el valle de Benasque y desemboca en el Cinca (cerca de Olvena, del Somontano de Barbastro).
- Río Isábena: es el central. Discurre de noreste a suroeste, desde el término municipal de Laspaúles hasta el de Graus. Desemboca en el Ésera en Graus.
- Río Noguera Ribagorzana: es el más oriental. Discurre de norte a sur, desde el término municipal de Benasque hasta el de Estopiñán del Castillo. Nace en el macizo de la Maladeta y desemboca en el Segre en Corbins (en el Segriá, en la provincia de Lérida).

En Benasque está el Aneto, el pico más elevado de los todos los Pirineos, con una altitud de 3404 m s. n. m.
Parte de su territorio está ocupado por el parque natural Posets-Maladeta y el Monumento natural de los Glaciares Pirenaicos.

### Posets-Maladeta

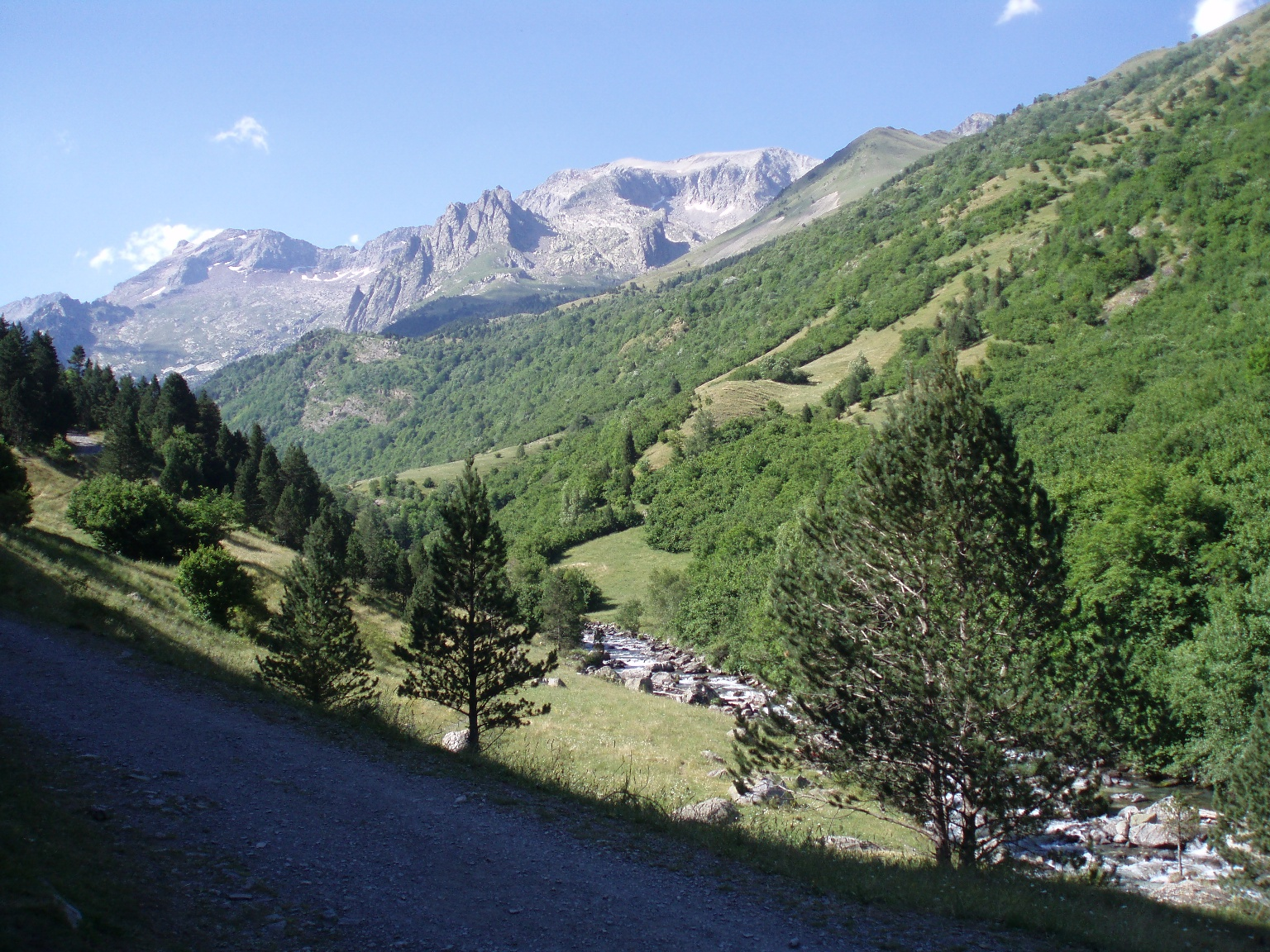
El valle de Estós.

Se localiza al norte de la comarca de Ribagorza y noreste del Sobrarbe, en la provincia de Huesca. Engloba dos de los macizos más elevados de los Pirineos.
Abarca los términos municipales de Benasque, Gistaín, Montanuy, Sahún y San Juan de Plan. Tiene una extensión de 33 440,60 ha y su altura oscila entre los 1500 m (en el valle) y los 3404 m (la cumbre del Aneto, el pico más alto de los Pirineos). También se encuentran en él otros picos como: la Punta d'Astorg (3355 m), el Pico Maldito (3350 m), el Pico del Medio (3346 m), el Pico de Coronas (3293 m), el Pico de Tempestades (3290 m), o el Pico del Alba (3118 m).
Fue creado el 23 de junio de 1994 bajo el nombre de parque de Posets-Maladeta.
Es también LIC y ZEPA.

### Glaciares pirenaicos
Se localiza en las comarcas de Alto Gállego, Sobrarbe y Ribagorza, provincia de Huesca.

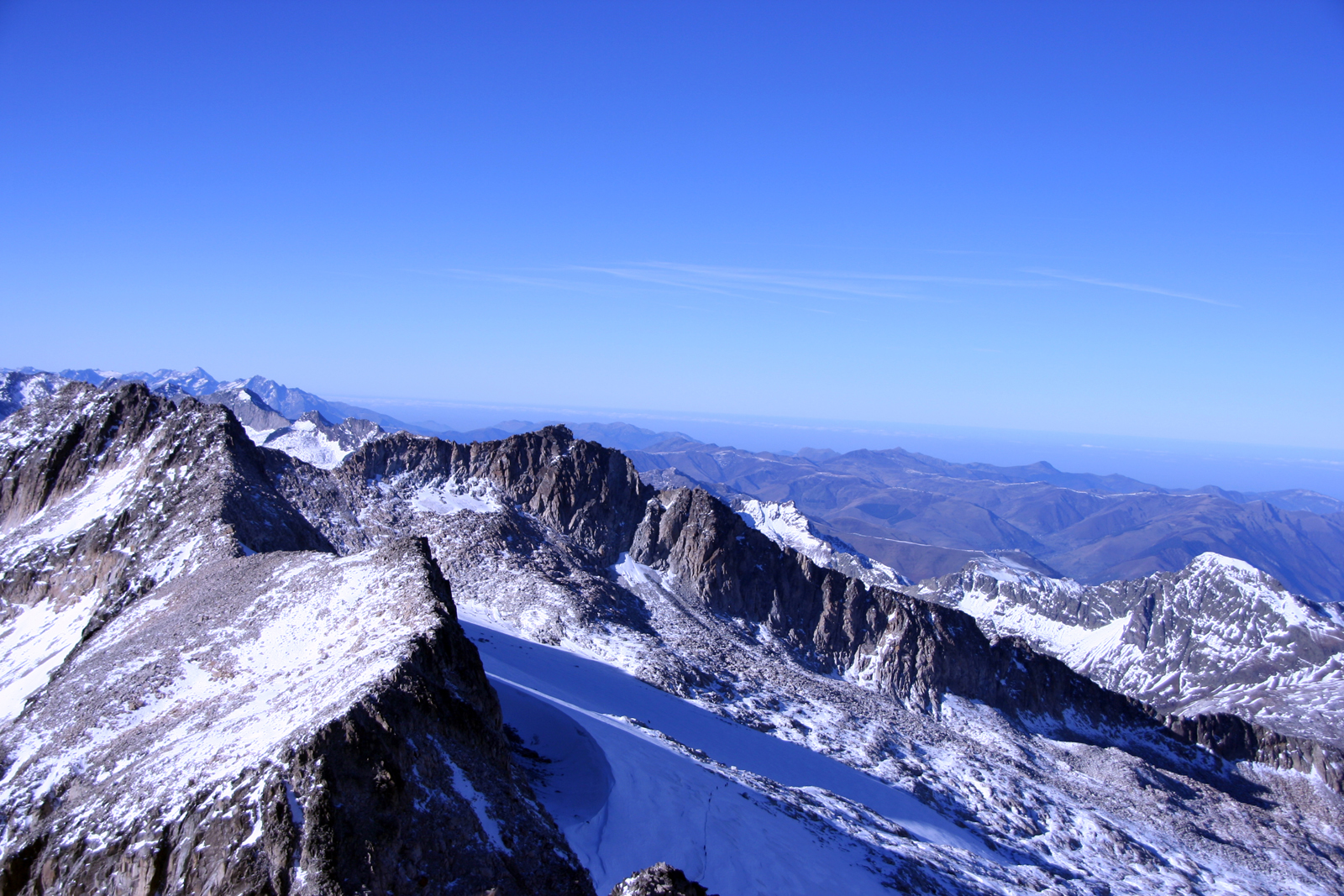
El glaciar del Aneto.

Tiene una superficie de 3190 ha y otras 12 897 de zona periférica de protección. Su altitud oscila entre los 2700 y los 3000 m s. n. m.
El monumento natural fue declarado como tal el 21 de marzo de 1990, siendo ampliado el 23 de julio de 2002 y por última vez el 4 de septiembre de 2007.
Incluye los siguientes picos:
- Macizo de Balaitús (Sallent de Gállego)
- Picos del Infierno (Panticosa y Sallent de Gállego)
- Pico Viñamala (Torla-Ordesa)
- La Munia (Bielsa)
- Pico Posets (San Juan de Plan, Sahún y Benasque)
- Pico Perdiguero (Benasque)
- Pico Maladeta y Aneto (Benasque y Montanuy)
- Monte Perdido (Bielsa y Fanlo)

Es también, aunque parcialmente, LIC y ZEPA.

## Historia

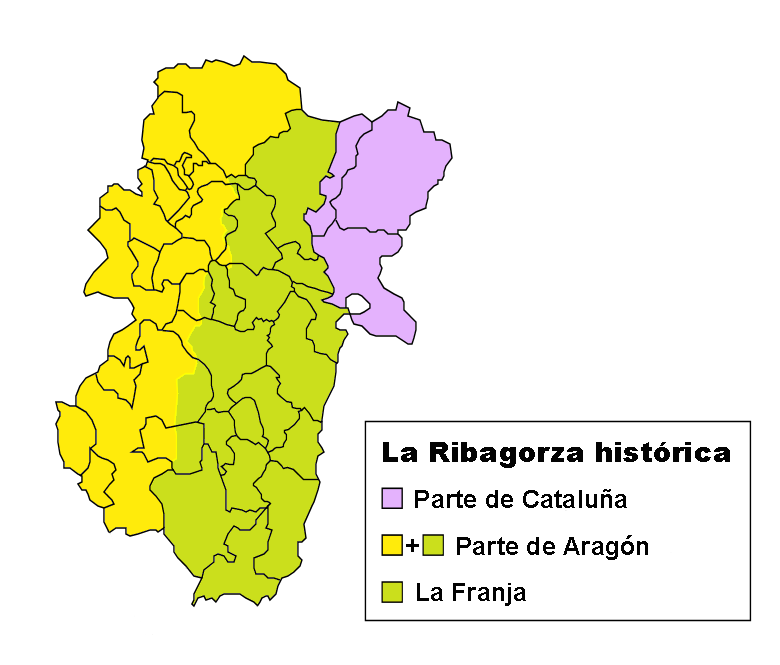
Ribagorza histórica y comarcas actuales.

Su historia se ha escrito con nombres como los de Ramón I de Pallars-Ribagorza, Bernardo Unifredo, Ramón II de Ribagorza, Unifredo de Ribagorza, Arnau de Ribagorza, Isarn de Ribargorza, Toda o Tota de Ribagorza (1003-1011), Guillermo de Ribagorza (1001-1017) Sancho III el Mayor de Navarra, Gonzalo I de Ribagorza y Ramiro I de Aragón (1044).
Pedro I tomó Estada (1087) y Monzón (1089). Regentó el condado Alfonso "el Batallador" y a su vez su hermano Ramiro II el Monje que casó a su hija Doña Petronila con el conde de Barcelona Ramón Berenguer IV, dando origen a la Corona de Aragón.

### La comarca como institución
La ley de creación de la comarca es la 12/2002 del 28 de mayo de 2002, con la denominación de La Ribagorza. Se constituyó el 22 de julio de 2002. Las competencias le fueron traspasadas el 1 de octubre de 2002. Desde la aprobación de la proposición de Ley de Reforma de la denominación de la Ley 12/2022, de 28 de mayo, de creación de la Comarca de La Ribagorza en 2023 en las Cortes de Aragón cambia su nombre oficial a Ribagorza y su Consejo Consultivo de alcaldes pasa denominarse Consejo General de Ribagorza que se reunirá una vez al año en Benabarre.

## Política
| Cargo      | Nombre                                | Ayuntamiento                       | Partido Político |  |
| Presidente | Marcelino Iglesias Cuartero           | Alcalde de Bonansa                 | PSOE             |  |
| Gerente    | María Teresa Bardají                  | -                                  | -                |  |
| Secretaria | Sonia Clúa Ginés                      | -                                  | -                |  |
| Vocal      | Ángel Vidal Abizanda                  | Alcalde de Secastilla              | PSOE             |  |
| Vocal      | José Luis Rufat Ferraz                | Alcalde de Sahún                   | PSOE             |  |
| Vocal      | Esther Cereza Quintana                | Alcaldesa de Montanuy              | PSOE             |  |
| Vocal      | Pedro Manuel Puyalto Delmás           | Alcalde de Foradada del Toscar     | PSOE             |  |
| Vocal      | Enrique Barrau Pallaruelo             | Alcalde de Chía                    | PSOE             |  |
| Vocal      | Antonio Baró Martí                    | Concejal de Castigaleu             | PSOE             |  |
| Vocal      | Sheila Carrera Bisús                  | Concejal del Valle de Lierp        | PSOE             |  |
| Vocal      | José Peris Morancho                   | Alcalde de Puente de Montañana     | PSOE             |  |
| Vocal      | José Eusebio Echart Ballarín          | Alcalde de Campo                   | PAR              |  |
| Vocal      | Isaac Sanromá Carmona                 | Concejal de Benasque               | PAR              |  |
| Vocal      | María Carmen Aurora Benabarre Calvera | Concejal de Estopiñán del Castillo | PAR              |  |
| Vocal      | Manuel Santos Lalueza Ciutad          | Alcalde de Perarrúa                | PAR              |  |
| Vocal      | Monserrat Lloret Miranda              | Alcaldesa de Cajigar y Monesma     | PAR              |  |
| Vocal      | Pilar Palacín Amat                    | Concejala de Montanuy              | PAR              |  |
| Vocal      | Roque Santiago Vicente Lanau          | Concejal de Graus                  | PAR              |  |
| Vocal      | Sergio Barrull Blanco                 | Concejal de Graus                  | PP               |  |
| Vocal      | Fernando Franco Macera                | Concejal de La Puebla de Castro    | PP               |  |
| Vocal      | Jesús Guitart Ferraz                  | Alcalde de Beranuy                 | PP               |  |
| Vocal      | Joaquín Montanuy Tremosa              | Alcalde de Isábena                 | PP               |  |
| Vocal      | José Antonio Sistac Balaguer          | Concejal de Capella                | PP               |  |
| Vocal      | José Ramón Solano Ballarín            | Concejal de Benabarre              | PP               |  |
| Vocal      | Manuel Mora Bernat                    | Concejal de Benasque               | PP               |  |
| Vocal      | José Gabriel López Navarro            | Concejal de Castejón de Sos        | Podemos-EQUO     |  |
| Vocal      | Mario Pascual Burillo                 | Concejal de Benasque               | Cambiar IU       |  |

| Elecciones 2019 |       |         |         |            |
| Partido         | Votos | % Votos | Electos | Consejeros |
| PSOE            | 2.094 | 31,19%  |         |            |
| PP              | 1.554 | 23,15%  |         |            |
| PAR             | 760   | 11,32%  |         |            |
| Aragón Sí Puede | 745   | 11,1%   |         |            |
| Cs              | 734   | 10,93%  |         |            |
| Vox             | 250   | 3,72%   |         |            |
| CHA             | 245   | 3,65%   |         |            |
| IU              | 109   | 1,62%   |         |            |
| Total           |       | 100%    |         |            |

## Territorio y población
| Nº | Municipio                 | Extensión (km²) | %del total | Habitantes (2024) | %del total | Altitud (metros) | Pedanías |
| -- | ------------------------- | --------------- | ---------- | ----------------- | ---------- | ---------------- | --- |
| 1  | Arén                      | 119,3           | 4,8        | 306               | 2,41       | 708              | Berganuy, Betesa, Campamento de Arén, Casa Consistorial, Claravalls, Cornudella de Baliera L'Hostalet, Iscles, Las Senderas, Los Molinos de Betesa, Obís, Puifel, Puimolar, Rivera de Vall, San Martín, Santa Eulalia, El Sas, Sobrecastell, Soliva, Soperún, Suerri, Treserra y Vilaplana. |
| 2  | Benabarre                 | 157,1           | 6,4        | 1137              | 8,94       | 782              | Aler, Antenza, Caladrones, Castilló del Pla, Ciscar, Estaña, Pilzán, Purroy de la Solana, Más Blanc |
| 3  | Benasque                  | 233,6           | 9,5        | 2362              | 18,58      | 1138             | Anciles, Cerler. |
| 4  | Beranuy                   | 63,8            | 2,6        | 69                | 0,54       | 1160             | Ballabriga, Biascas de Obarra, Calvera, Castrocit, Las Herrerías, Moréns, Obarra, Pardinella, Raluy. |
| 5  | Bisaurri                  | 62,9            | 2,6        | 179               | 1,41       | 1108             | Arasán, Buyelgas, Dos, Gabás, La Muria, Renanué, San Feliu de Veri, San Martín de Veri, San Valero, Urmella |
| 6  | Bonansa                   | 37,3            | 1,5        | 86                | 0,68       | 1256             | Bibiles, Buira, Cirés, Espolla, Gabarret, Torre de Buira. |
| 7  | Campo                     | 22,9            | 0,9        | 483               | 3,80       | 691              | Beleder. |
| 8  | Capella                   | 60,7            | 2,5        | 351               | 2,76       | 526              | Laguarres, Pociello. |
| 9  | Castejón de Sos           | 31,8            | 1,3        | 868               | 6,83       | 904              | El Run, Liri, Ramastué. |
| 10 | Castigaleu                | 26,5            | 1,1        | 87                | 0,68       | 836              | San Lorenzo, Santas Masas, La Almella. |
| 11 | Chía                      | 26,1            | 1,1        | 94                | 0,74       | 1162             | |
| 12 | Estopiñán del Castillo    | 88,7            | 3,6        | 136               | 1,07       | 780              | Caserras del Castillo, Estopiñán, Saganta, Soriana. |
| 13 | Foradada de Toscar        | 106,4           | 4,3        | 169               | 1,33       | 980              | Bacamorta, Las Colladas, Espluga, Foradada, Lacort, Lascorz, Morillo de Liena, Navarri, Senz, Viu. |
| 14 | Graus                     | 299,8           | 12,2       | 3380              | 26,59      | 469              | Abenozas, Aguilar, Aguinaliu, Bellestar, Benavente de Aragón, Centenera, Ejep, El Soler, Güel, Juseu, La Puebla de Fantova, La Puebla del Mon, Las Ventas de Santa Lucía, Panillo, Pano, Pueyo de Marguillén, Torre de Ésera, Torre de Obato, Torrelabad, Torres del Obispo.                |
| 15 | Isábena                   | 118,5           | 4,8        | 237               | 1,86       | 751              | Esdolomada, La Puebla de Roda, Merli, Mont de Roda, Riguala de Serraduy, Roda de Isábena, San Esteban del Mall, Serraduy, La Vileta de Serraduy. |
| 16 | Lascuarre                 | 31,9            | 1,3        | 135               | 1,06       | 647              | Salanova, Sagarras Altas, Poblado El Aguilar |
| 17 | Laspaúles                 | 81,6            | 3,3        | 251               | 1,97       | 1431             | Abella, Alíns, Ardanué, Denuy, Espés, Espés Alto, Llagunas, Neril, Suils, Villaplana, Villarrué. |
| 18 | Monesma y Cajigar         | 62,6            | 2,5        | 69                | 0,54       | 1025             | Cajigar, Badías, Chiró, Colachoa, Noguero, Puyol, Soliveta, la Torre de Monesma |
| 19 | Montanuy                  | 174,1           | 7,1        | 227               | 1,79       | 1205             | Aneto, Ardanuy, Benifons, Bono, Castanesa, Castarné, Ervera, Escané, Estet, Fonchanina, Forcat, Ginaste, Noales, Ribera, Señíu, Viñal. |
| 20 | Perarrúa                  | 30,1            | 1,2        | 112               | 0,88       | 517              | Besiáns. |
| 21 | Puebla de Castro, La      | 29,4            | 1,2        | 427               | 3,36       | 649              | Barasona |
| 22 | Puente de Montañana       | 48,6            | 2,0        | 95                | 0,75       | 528              | Montañana, Torre Baró |
| 23 | Sahún                     | 72,9            | 3,0        | 319               | 2,51       | 1135             | Eresué, Eriste, Linsoles |
| 24 | Santaliestra y San Quílez | 23,3            | 0,9        | 83                | 0,65       | 561              | Caballera, La Corona, Las Eras, Oliniás |
| 25 | Secastilla                | 47,4            | 1,9        | 149               | 1,17       | 612              | Bolturina, Puy de Cinca, Torreciudad, Ubiergo. |
| 26 | Seira                     | 69,2            | 2,8        | 146               | 1,15       | 815              | Abi, Barbaruens. |
| 27 | Sesué                     | 5,2             | 0,2        | 116               | 0,91       | 1050             | Sos. |
| 28 | Sopeira                   | 44,1            | 1,8        | 84                | 0,66       | 705              | Pallerol, Santoréns. |
| 29 | Tolva                     | 59,0            | 2,4        | 132               | 1,04       | 696              | Almunia de San Lorenzo, Luzás, Sagarras Bajas. |
| 30 | Torre la Ribera           | 32,1            | 1,3        | 100               | 0,79       | 1085             | Bralláns, San Aventín, Vilas del Turbón, Villacarli, Visalibóns. |
| 31 | Valle de Bardají          | 45,5            | 1,8        | 55                | 0,43       | 873              | Aguascaldas, Biescas de Campo, Llert, Santa Maura. |
| 32 | Valle de Lierp            | 32,8            | 1,3        | 58                | 0,46       | 1012             | Egea, Padarniú, Pueyo, Reperós, Sala, Serrate. |
| 33 | Viacamp y Litera          | 107,7           | 4,4        | 41                | 0,32       | 602              | Chiriveta, Estall, Litera, Viacamp. |
| 34 | Villanova                 | 6,9             | 0,3        | 170               | 1,34       | 966              | |
| #  | Ribagorza                 | 2459,8          | 100,0      | 12 713            | 100,0      | -                | |

| Gráfica de evolución demográfica de Ribagorza entre 1900 y 2020                                                                        |
| |
| Población de derecho (1900-1991) o población residente (2001-2020) según los datos de población del Instituto Aragonés de Estadística. |

## Lenguas
En la Ribagorza se habla, el español, el aragonés (ribagorzano) y el catalán. Aquí se presentan unos datos sobre el uso del catalán en la comarca.
| Encuesta de usos lingüísticos. Año 2003. Fuente: IAEST | Encuesta de usos lingüísticos. Año 2003. Fuente: IAEST | Encuesta de usos lingüísticos. Año 2003. Fuente: IAEST | Encuesta de usos lingüísticos. Año 2003. Fuente: IAEST | Encuesta de usos lingüísticos. Año 2003. Fuente: IAEST | Encuesta de usos lingüísticos. Año 2003. Fuente: IAEST |
| Lengua                                                 | Español                                                | Catalán                                                | Ambos                                                  | Otros                                                  |                                                        |
| ------------------------------------------------------ | ------------------------------------------------------ | ------------------------------------------------------ | ------------------------------------------------------ | ------------------------------------------------------ | ------------------------------------------------------ |
| Lengua propia                                          | 59,4%                                                  | 36,1%                                                  | 3,3%                                                   | 1,1%                                                   |                                                        |
| Lengua habitual                                        | 55,3%                                                  | 38,3%                                                  | 4,9%                                                   | 1,5%                                                   |                                                        |
| Ámbito de uso                                          |                                                        |                                                        |                                                        |                                                        |                                                        |
|                                                        | Solo español                                           | Solo catalán                                           |                                                        |                                                        |                                                        |
| En el hogar                                            | 47,6%                                                  | 25,5%                                                  |                                                        |                                                        |                                                        |
| Con sus amigos                                         | 41,1%                                                  | 31,4%                                                  |                                                        |                                                        |                                                        |
| Con sus compañeros de estudios                         | 58,8%                                                  | 15,6%                                                  |                                                        |                                                        |                                                        |
| Con sus vecinos                                        | 48,6%                                                  | 34,5%                                                  |                                                        |                                                        |                                                        |
| Con sus compañeros de trabajo                          | 54,9%                                                  | 18,8%                                                  |                                                        |                                                        |                                                        |
| Con un desconocido                                     | 84,4%                                                  | 6,3%                                                   |                                                        |                                                        |                                                        |
| En el pequeño comercio                                 | 57,7%                                                  | 19,8%                                                  |                                                        |                                                        |                                                        |
| En las grandes superficies                             | 74,6%                                                  | 5,0%                                                   |                                                        |                                                        |                                                        |
| En las entidades financieras                           | 82,1%                                                  | 6,9%                                                   |                                                        |                                                        |                                                        |
| Con los médicos                                        | 90,0%                                                  | 3,7%                                                   |                                                        |                                                        |                                                        |
| Escribe sus notas personales                           | 89,0%                                                  | 5,4%                                                   |                                                        |                                                        |                                                        |
| Comprensión, lectura y escritura de la lengua catalana |                                                        |                                                        |                                                        |                                                        |                                                        |
|                                                        | Total                                                  | 15-29 años                                             | 30-44 años                                             | 45-64 años                                             | 65 y más años                                          |
| Comprenden el catalán                                  | 88,6%                                                  | 91,4%                                                  | 91,9%                                                  | 92,1%                                                  | 82,1%                                                  |
| Lo hablan                                              | 59,5%                                                  | 58,1%                                                  | 48,7%                                                  | 63,5%                                                  | 65,5%                                                  |
| No lo hablan                                           | 29,2%                                                  | 33,3%                                                  | 43,2%                                                  | 28,6%                                                  | 16,7%                                                  |
| Lo leen y lo escriben                                  | 22,2%                                                  | 40,6%                                                  | 12,1%                                                  | 19,0%                                                  | 22,2%                                                  |
| Lo leen pero no lo escriben                            | 36,0%                                                  | 35,2%                                                  | 36,5%                                                  | 41,3%                                                  | 32,2%                                                  |
| No lo leen ni escriben                                 | 30,5%                                                  | 15,6%                                                  | 43,3%                                                  | 31,7%                                                  | 27,7%                                                  |
| No comprenden el catalán                               | 11,4%                                                  | 8,6%                                                   | 8,1%                                                   | 7,9%                                                   | 17,9%                                                  |
| Usos lingüísticos con los miembros de la familia       |                                                        |                                                        |                                                        |                                                        |                                                        |
|                                                        | Solo español                                           | Solo catalán                                           |                                                        |                                                        |                                                        |
| Con su madre                                           | 44,7%                                                  | 41,2%                                                  |                                                        |                                                        |                                                        |
| Con su padre                                           | 45,7%                                                  | 43,6%                                                  |                                                        |                                                        |                                                        |
| Con sus abuelos maternos                               | 45,9%                                                  | 42,2%                                                  |                                                        |                                                        |                                                        |
| Con sus abuelos paternos                               | 42,7%                                                  | 48,9%                                                  |                                                        |                                                        |                                                        |
| Con su hijo mayor                                      | 51,3%                                                  | 33,5%                                                  |                                                        |                                                        |                                                        |
| Medios de comunicación: nº medio de horas              |                                                        |                                                        |                                                        |                                                        |                                                        |
|                                                        | Televisión                                             | Radio                                                  | Prensa                                                 |                                                        |                                                        |
| Castellano                                             | 8,2                                                    | 8,1                                                    | 9,4                                                    |                                                        |                                                        |
| Catalán                                                | 1,7                                                    | 1,9                                                    | 0,5                                                    |                                                        |                                                        |

## Turismo
Son muchos los lugares interesantes de Ribagorza para visitar. Geográficamente, está claramente diferenciada en tres valles que discurren de norte a sur. En la zona sur se encuentran las principales localidades (Graus y Benabarre) mientras que en la zona norte, en las altas montañas pirenaicas, se encuentra el parque natural Posets-Maladeta (parte de este parque está también en el Sobrarbe).
Por valles podemos destacar los siguientes lugares:
- Valle del Ésera. Graus, cuna de Joaquín Costa, presa de Barasona y sus palacetes aragoneses; Mon de Perarrúa y su fortaleza; Castillo de Fantoba y su atalaya, desde donde se pueden ver gran parte de los Pirineos y la sierra de Guara; Museo del juego tradicional de Campo; Congosto de Bentamillo; Castejón de Sos y el paraíso del parapente... y acabar en el magnífico valle de Benasque.
- Valle del Isábena. Capella y su puente medieval de siete ojos; Catedral de Roda de Isábena, una maravilla románica en el pirineo totalmente desconocida; Monasterio de Obarra; Balneario de Vilas del Turbón y un poquito más adelante Congosto de Obarra para acabar en Bonansa.
- Valle del Noguera Ribagorzana. Sierra del Montsec, Pueblo viejo de Montañana (una reliquia medieval que se va restaurando poquito a poco); Monasterio de Alaón en Sopeira (por cierto, el pueblo más oriental de Aragón) y llegar a la parte oriental del Aneto.
A todo esto hay que sumarle la "alta montaña": Valles de Benasque y Barrabés. En el parque natural Posets-Maladeta se encuentran los dos picos más altos de los pirineos: Aneto y Posets-Llardana. En Ansils (Anciles) y Aneto hay centros de interpretación del parque natural, al tiempo que en Grist (Eriste) hay un centro de interpretación de los glaciares pirenaicos.
Además, en la localidad de Secastilla se encuentra el santuario de Torreciudad, que atrae a miles de peregrinos todos los años venidos de los cinco continentes. Se debe mencionar también el templo budista de Panillo, que atrae a cientos de peregrinos todos los años.